# Haru Uta
Haru Uta (ハルウタ?) è un brano musicale interpretato dal gruppo giapponese Ikimono Gakari, pubblicato il 25 aprile 2012 come loro ventitreesimo singolo. Il brano è stato utilizzato come colonna sonora del sedicesimo film di Detective Conan, Detective Conan: L'undicesimo attaccante. Il singolo è arrivato alla quarta posizione della classifica Oricon dei singoli più venduti in Giappone, vendendo 46,485 copie.

## Tracce
CD singolo ESCL-3875
1. Haru Uta (ハルウタ)
2. Haru Uta -instrumental- (ハルウタ)

Durata totale: 09:46

## Classifiche
| Classifica (2012) | Posizione massima |
| ----------------- | ----------------- |
| Giappone (Oricon) | 4                 |